# Густина повітря

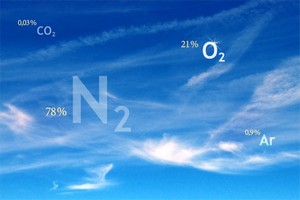
Густина (щільність) повітря - фізична величина, показник маси атмосферних газів відносно одиниці їх об'єму

Щільність повітря — фізична величина, показник маси атмосферних газів відносно одиниці їх об'єму (або інакше — густина повітря, чи його питома маса). Щільність повітря прямо пропорційно залежить від атмосферного тиску, і обернено пропорційно — від його температури та вологості: чим більший атмосферний тиск, — тим більша його щільність; чим більша температура повітря та більша його вологість, — тим його щільність менша.
Зазвичай стандартною величиною Щільності повітря на рівні моря, відповідно до Міжнародної стандартної атмосфери, приймається значення 1,2255 кг/м³, що відповідає щільності сухого повітря при 15 °С та тиску 101 330 Па.